# Бонсор, Александер
Александер Джордж Бонсор (англ. Alexander George Bonsor; 7 октября 1851 — 17 августа 1907) — английский футболист, известный по выступлениям за клубы «Уондерерс» и «Олд Итонианс», а также за сборную Англии в 1870-е годы.

## Клубная карьера
Родился в Грейт-Букеме, стал шестым ребёнком в семье Джозефа и Элайзы Бонсор. Его отец был книготорговцем. Александер окончил Итонский колледж. Играл в футбол за клуб «Уондерерс», принял участие в первом истории Кубке Англии, обыграв в финальном матче «Ройал Энджинирс». В следующем сезоне вновь сыграл в финальне Кубка Англии и вновь выиграл его, на этот раз одержав победу над «Оксфорд Юниверсити».
Впоследствии играл за клуб «Олд Итонианс», который состоял из выпускников Итонского колледжа. В составе этой команды сыграл ещё в двух финалах Кубка Англии, но оба раза проиграл: в 1875 году его команда уступила «Ройал Энджинирс» в переигровке (хотя Бонсор отличился забитым мячом в первой игре), а в 1876 году проиграл своему бывшему клубу «Уондерерс» в переигровке (Бонсор снова забил в первом матче).

## Карьера в сборной
8 марта 1873 года дебютировал за сборную Англии в матче против сборной Шотландии, отличившись в этой игре забитым мячом. Это был второй официальный матч сборной Англии в истории, и Бонсор стал автором второго гола, забитого игроками сборной Англии (автором первого гола стал Уильям Кеньон-Слейни). 6 марта 1875 года сыграл свой второй и последний матч за сборную (вновь против Шотландии). Согласно ряду источников, включая три газетных репортажа, он забил в этом матче первый гол, однако по другим данным первый гол англичан забил Чарльз Вулластон после розыгрыша штрафного удара. Вратарь англичан Уильям Карр опоздал к началу матча, и Бонсор занял его место в воротах. Первые десять минут англичане играли вдесятером, затем Карр прибыл на игру и сменил Бонсора в воротах, а тот вернулся к игре в линии атаки.

### Матчи за сборную Англии
| № | Дата         | Стадион                    | Соперник  | Результат | Голы Бонсора       | Турнир            |
| - | ------------ | -------------------------- | --------- | --------- | ------------------ | ----------------- |
| 1 | 8 марта 1873 | «Овал», Кеннингтон, Лондон | Шотландия | 4:2       | 7′                 | Товарищеский матч |
| 2 | 6 марта 1875 | «Овал», Кеннингтон, Лондон | Шотландия | 2:2       | 25′ (оспаривается) | Товарищеский матч |

## Достижения
Уондерерс
- Обладатель Кубка Англии: 1872, 1873

Олд Итонианс
- Финалист Кубка Англии: 1875, 1876

## Личная жизнь
Был трижды женат. Работал пивоваром, владел семейным предприятием Combe & Co. Умер в августе 1907 года во время деловой поездки в Бельгию.